# Championnats d'Europe de patinage artistique 2009
Navigation
Édition précédente Édition suivante
Les championnats d'Europe de patinage artistique 2009 ont eu lieu du 20 au 25 janvier 2009 à la Hartwall Arena de Helsinki en Finlande.

## Qualifications
Les patineurs sont éligibles à l'épreuve s'ils représentent une nation européenne membre de l'Union internationale de patinage (International Skating Union en anglais) et s'ils ont atteint l'âge de 15 ans avant le 1er juillet 2008 dans leur pays de naissance. La compétition correspondante pour les patineurs non européens est le championnat des Quatre Continents 2009. Les fédérations nationales sélectionnent leurs patineurs en fonction de leurs propres critères, mais l'Union internationale de patinage exige un score minimum d'éléments techniques (Technical Elements Score en anglais) lors d'une compétition internationale avant les championnats d'Europe.
Sur la base des résultats des championnats d'Europe 2008, l'Union internationale de patinage autorise chaque pays à avoir de une à trois inscriptions par discipline.
| Entrées                                                           | Messieurs                                      | Dames                                     | Couples                                   | Danse sur glace                        |
| ----------------------------------------------------------------- | ---------------------------------------------- | ----------------------------------------- | ----------------------------------------- | -------------------------------------- |
| 3                                                                 | France Russie Suède                            | Finlande Italie                           | Allemagne Russie                          | France Italie Russie                   |
| 2                                                                 | Biélorussie Belgique Tchéquie Allemagne Suisse | Géorgie Royaume-Uni Hongrie Russie Suisse | France Royaume-Uni Italie Pologne Ukraine | Azerbaïdjan Royaume-Uni Israël Ukraine |
| Si non répertorié ci-dessus, une seule inscription est autorisée. |                                                |                                           |                                           |                                        |

## Podiums
| Épreuves                            | Or                                | Argent                            | Bronze                            |
| ----------------------------------- | --------------------------------- | --------------------------------- | --------------------------------- |
| Messieurs résultats détaillés       | Brian Joubert                     | Samuel Contesti                   | Kevin Van Der Perren              |
| Dames résultats détaillés           | Laura Lepistö                     | Carolina Kostner                  | Susanna Pöykiö                    |
| Couples résultats détaillés         | Aljona Savchenko / Robin Szolkowy | Yuko Kavaguti / Alexandre Smirnov | Maria Mukhortova / Maksim Trankov |
| Danse sur glace résultats détaillés | Jana Khokhlova / Sergey Novitski  | Federica Faiella / Massimo Scali  | Sinead Kerr / John Kerr           |

## Tableau des médailles
| Rang  | Nation      | Or | Argent | Bronze | Total |
| ----- | ----------- | -- | ------ | ------ | ----- |
| 1     | Russie      | 1  | 1      | 1      | 3     |
| 2     | Finlande    | 1  | 0      | 1      | 2     |
| 3     | Allemagne   | 1  | 0      | 0      | 1     |
| 3     | France      | 1  | 0      | 0      | 1     |
| 5     | Italie      | 0  | 3      | 0      | 3     |
| 6     | Belgique    | 0  | 0      | 1      | 1     |
| 6     | Royaume-Uni | 0  | 0      | 1      | 1     |
| Total | Total       | 4  | 4      | 4      | 12    |

## Détails des compétitions

### Messieurs

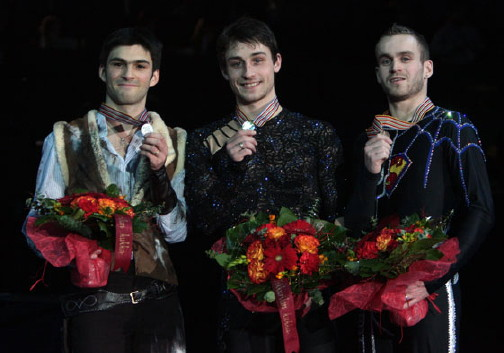
Podium des Messieurs

| Rang                                        | Nom                   | Pays               | Points | Programme court | Programme court | Programme libre | Programme libre |
| ------------------------------------------- | --------------------- | ------------------ | ------ | --------------- | --------------- | --------------- | --------------- |
| 1                                           | Brian Joubert         | France             | 232.01 | 1               | 86.90           | 2               | 145.11          |
| 2                                           | Samuel Contesti       | Italie             | 220.92 | 3               | 75.95           | 3               | 144.97          |
| 3                                           | Kevin Van Der Perren  | Belgique           | 219.36 | 4               | 75.80           | 4               | 143.56          |
| 4                                           | Yannick Ponsero       | France             | 219.30 | 9               | 67.45           | 1               | 151.85          |
| 5                                           | Alban Préaubert       | France             | 212.22 | 5               | 73.50           | 5               | 138.72          |
| 6                                           | Tomáš Verner          | Tchéquie           | 207.98 | 2               | 81.45           | 7               | 126.53          |
| 7                                           | Andrei Lutai          | Russie             | 200.57 | 8               | 67.75           | 6               | 132.82          |
| 8                                           | Kristoffer Berntsson  | Suède              | 186.15 | 7               | 68.19           | 10              | 117.96          |
| 9                                           | Sergey Voronov        | Russie             | 184.96 | 6               | 71.29           | 13              | 113.67          |
| 10                                          | Michal Březina        | Tchéquie           | 183.19 | 17              | 59.35           | 8               | 123.84          |
| 11                                          | Javier Fernández      | Espagne            | 182.91 | 12              | 65.75           | 11              | 117.16          |
| 12                                          | Jamal Othman          | Suisse             | 178.79 | 20              | 57.50           | 9               | 121.29          |
| 13                                          | Artem Borodulin       | Russie             | 175.99 | 15              | 61.77           | 12              | 114.22          |
| 14                                          | Ari-Pekka Nurmenkari  | Finlande           | 170.88 | 10              | 66.64           | 19              | 104.24          |
| 15                                          | Peter Liebers         | Allemagne          | 170.85 | 14              | 62.19           | 16              | 108.66          |
| 16                                          | Igor Macypura         | Slovaquie          | 169.76 | 19              | 59.20           | 14              | 110.56          |
| 17                                          | Przemysław Domański   | Pologne            | 165.24 | 16              | 60.03           | 18              | 105.21          |
| 18                                          | Adrian Schultheiss    | Suède              | 164.27 | 11              | 66.45           | 21              | 97.82           |
| 19                                          | Anton Kovalevski      | Ukraine            | 164.03 | 13              | 63.35           | 20              | 100.68          |
| 20                                          | Clemens Brummer       | Allemagne          | 159.58 | 22              | 53.47           | 17              | 106.11          |
| 21                                          | Gregor Urbas          | Slovénie           | 157.98 | 24              | 49.23           | 15              | 108.75          |
| 22                                          | Alexander Majorov     | Suède              | 152.03 | 18              | 59.24           | 23              | 92.79           |
| 23                                          | Boris Martinec        | Croatie            | 150.80 | 21              | 54.80           | 22              | 96.00           |
| 24                                          | Elliot Hilton         | Royaume-Uni        | 139.69 | 23              | 51.15           | 24              | 88.54           |
| Patineurs éliminés après le programme court |                       |                    |        |                 |                 |                 |                 |
| 25                                          | Ruben Blommaert       | Belgique           |        | 25              | 49.14           | NC              | NC              |
| 26                                          | Maxim Shipov          | Israël             |        | 26              | 48.39           | NC              | NC              |
| 27                                          | Kutay Eryoldas        | Turquie            |        | 27              | 48.19           | NC              | NC              |
| 28                                          | Damjan Ostojič        | Bosnie-Herzégovine |        | 28              | 47.09           | NC              | NC              |
| 29                                          | Viktor Pfeifer        | Autriche           |        | 29              | 45.65           | NC              | NC              |
| 30                                          | Georgi Kenchadze      | Bulgarie           |        | 30              | 43.66           | NC              | NC              |
| 31                                          | Alexandr Kazakov      | Biélorussie        |        | 31              | 42.70           | NC              | NC              |
| 32                                          | Dmitri Kagirov        | Biélorussie        |        | 32              | 41.94           | NC              | NC              |
| 33                                          | Tomi Pulkkinen        | Suisse             |        | 33              | 41.84           | NC              | NC              |
| 34                                          | Zoltán Kelemen        | Roumanie           |        | 34              | 41.74           | NC              | NC              |
| 35                                          | Tigran Vardanjan      | Hongrie            |        | 35              | 39.46           | NC              | NC              |
| 36                                          | Boyito Mulder         | Pays-Bas           |        | 36              | 39.39           | NC              | NC              |
| 37                                          | Saulius Ambrulevičius | Lituanie           |        | 37              | 36.96           | NC              | NC              |
| 38                                          | Beka Shankulashvili   | Géorgie            |        | 38              | 36.31           | NC              | NC              |
| 39                                          | Gegham Vardanyan      | Arménie            |        | 39              | 33.37           | NC              | NC              |

### Dames

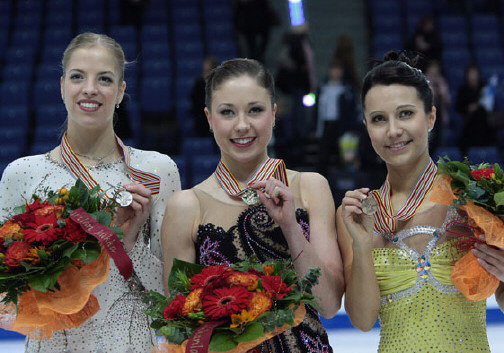
Podium des Dames

| Rang                                          | Nom                  | Pays        | Points | Programme court | Programme court | Programme libre | Programme libre |
| --------------------------------------------- | -------------------- | ----------- | ------ | --------------- | --------------- | --------------- | --------------- |
| 1                                             | Laura Lepistö        | Finlande    | 167.32 | 1               | 56.62           | 2               | 110.70          |
| 2                                             | Carolina Kostner     | Italie      | 165.42 | 3               | 51.36           | 1               | 114.06          |
| 3                                             | Susanna Pöykiö       | Finlande    | 156.31 | 2               | 56.06           | 3               | 100.25          |
| 4                                             | Alena Leonova        | Russie      | 143.99 | 11              | 45.08           | 4               | 98.91           |
| 5                                             | Kiira Korpi          | Finlande    | 139.01 | 7               | 47.60           | 6               | 91.41           |
| 6                                             | Katarina Gerboldt    | Russie      | 137.05 | 5               | 48.62           | 8               | 88.43           |
| 7                                             | Annette Dytrt        | Allemagne   | 136.98 | 12              | 44.06           | 5               | 92.92           |
| 8                                             | Júlia Sebestyén      | Hongrie     | 134.47 | 14              | 43.32           | 7               | 91.15           |
| 9                                             | Jenna McCorkell      | Royaume-Uni | 131.42 | 4               | 50.00           | 12              | 81.42           |
| 10                                            | Tuğba Karademir      | Turquie     | 130.85 | 9               | 46.26           | 10              | 84.59           |
| 11                                            | Ivana Reitmayerová   | Slovaquie   | 130.20 | 6               | 48.00           | 11              | 82.20           |
| 12                                            | Jelena Glebova       | Estonie     | 128.36 | 13              | 43.68           | 9               | 84.68           |
| 13                                            | Candice Didier       | France      | 124.07 | 16              | 42.84           | 13              | 81.23           |
| 14                                            | Nella Simaová        | Tchéquie    | 120.61 | 10              | 45.24           | 17              | 75.37           |
| 15                                            | Francesca Rio        | Italie      | 119.61 | 17              | 42.24           | 15              | 77.37           |
| 16                                            | Stefania Berton      | Italie      | 118.97 | 18              | 41.94           | 16              | 77.03           |
| 17                                            | Viktoria Helgesson   | Suède       | 118.39 | 24              | 37.24           | 14              | 81.15           |
| 18                                            | Teodora Poštič       | Slovénie    | 114.95 | 15              | 43.28           | 18              | 71.67           |
| 19                                            | Irina Movchan        | Ukraine     | 111.52 | 8               | 46.48           | 20              | 65.04           |
| 20                                            | Kerstin Frank        | Autriche    | 104.92 | 22              | 39.00           | 19              | 65.92           |
| 21                                            | Karly Robertson      | Royaume-Uni | 104.44 | 21              | 40.36           | 21              | 64.08           |
| 22                                            | Manouk Gijsman       | Pays-Bas    | 103.28 | 19              | 40.72           | 22              | 62.56           |
| 23                                            | Sonia Lafuente       | Espagne     | 101.70 | 20              | 40.44           | 23              | 61.26           |
| 24                                            | Isabelle Pieman      | Belgique    | 96.64  | 23              | 38.48           | 24              | 58.16           |
| Patineuses éliminées après le programme court |                      |             |        |                 |                 |                 |                 |
| 25                                            | Elene Gedevanishvili | Géorgie     |        | 25              | 37.20           | NC              | NC              |
| 26                                            | Nicole Graf          | Suisse      |        | 26              | 36.04           | NC              | NC              |
| 27                                            | Roxana Luca          | Roumanie    |        | 27              | 35.40           | NC              | NC              |
| 28                                            | Noemie Silberer      | Suisse      |        | 28              | 35.18           | NC              | NC              |
| 29                                            | Erle Harstad         | Norvège     |        | 29              | 34.66           | NC              | NC              |
| 30                                            | Emma Hagieva         | Azerbaïdjan |        | 30              | 33.96           | NC              | NC              |
| 31                                            | Katherine Hadford    | Hongrie     |        | 31              | 33.76           | NC              | NC              |
| 32                                            | Zanna Pugaca         | Lettonie    |        | 32              | 30.90           | NC              | NC              |
| 33                                            | Sonia Radeva         | Bulgarie    |        | 33              | 30.64           | NC              | NC              |
| 34                                            | Mirna Libric         | Croatie     |        | 34              | 27.96           | NC              | NC              |
| 35                                            | Karina Johnson       | Danemark    |        | 35              | 27.54           | NC              | NC              |
| 36                                            | Beatričė Rožinskaitė | Lituanie    |        | 36              | 27.22           | NC              | NC              |
| 37                                            | Julia Sheremet       | Biélorussie |        | 37              | 26.56           | NC              | NC              |
| 38                                            | Clara Peters         | Irlande     |        | 38              | 25.82           | NC              | NC              |
| 39                                            | Maria Papasotiriou   | Grèce       |        | 39              | 25.28           | NC              | NC              |
| 40                                            | Ani Vardanyan        | Arménie     |        | 40              | 18.62           | NC              | NC              |
| Forfait                                       | Jenna Syken          | Israël      |        | NC              | NC              | NC              | NC              |

### Couples

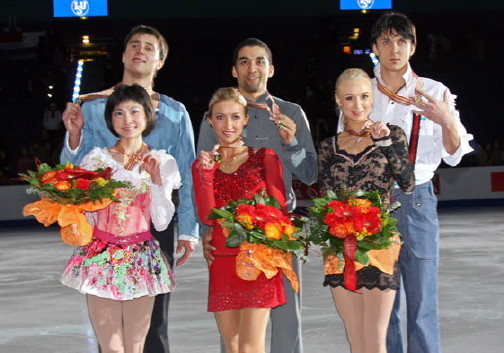
Podium des couples artistiques

| Rang                                    | Nom                                       | Pays        | Points | Programme court | Programme court | Programme libre | Programme libre |
| --------------------------------------- | ----------------------------------------- | ----------- | ------ | --------------- | --------------- | --------------- | --------------- |
| 1                                       | Aljona Savchenko / Robin Szolkowy         | Allemagne   | 199.07 | 2               | 66.64           | 1               | 132.43          |
| 2                                       | Yuko Kavaguti / Alexandre Smirnov         | Russie      | 182.77 | 3               | 65.38           | 2               | 117.39          |
| 3                                       | Maria Mukhortova / Maksim Trankov         | Russie      | 182.07 | 1               | 69.62           | 4               | 112.45          |
| 4                                       | Tatiana Volosozhar / Stanislav Morozov    | Ukraine     | 171.34 | 4               | 56.20           | 3               | 115.14          |
| 5                                       | Lubov Iliushechkina / Nodari Maisuradze   | Russie      | 147.84 | 5               | 52.42           | 5               | 95.42           |
| 6                                       | Nicole Della Monica / Yannick Kocon       | Italie      | 135.33 | 8               | 45.50           | 6               | 89.83           |
| 7                                       | Erica Risseeuw / Robert Paxton            | Royaume-Uni | 129.78 | 10              | 44.28           | 7               | 85.50           |
| 8                                       | Maylin Hausch / Daniel Wende              | Allemagne   | 129.67 | 9               | 45.20           | 8               | 84.47           |
| 9                                       | Adeline Canac / Maximin Coia              | France      | 129.06 | 7               | 45.90           | 10              | 83.16           |
| 10                                      | Vanessa James / Yannick Bonheur           | France      | 127.71 | 12              | 43.88           | 9               | 83.83           |
| 11                                      | Stacey Kemp / David King                  | Royaume-Uni | 127.47 | 6               | 47.98           | 11              | 79.49           |
| 12                                      | Anaïs Morand / Antoine Dorsaz             | Suisse      | 120.62 | 11              | 43.98           | 13              | 76.64           |
| 13                                      | Marika Zanforlin / Federico Degli Esposti | Italie      | 118.52 | 15              | 41.42           | 12              | 77.10           |
| 14                                      | Maria Sergejeva / Ilja Glebov             | Estonie     | 117.00 | 13              | 42.38           | 14              | 74.62           |
| 15                                      | Joanna Sulej / Mateusz Chruściński        | Pologne     | 114.96 | 14              | 41.94           | 15              | 73.02           |
| 16                                      | Krystyna Klimczak / Janusz Karweta        | Pologne     | 112.20 | 16              | 39.50           | 16              | 72.70           |
| 17                                      | Jessica Crenshaw / Chad Tsagris           | Grèce       | 108.09 | 18              | 36.78           | 17              | 71.31           |
| 18                                      | Ekaterina Kostenko / Roman Talan          | Ukraine     | 103.97 | 17              | 38.14           | 18              | 65.83           |
| 19                                      | Gabriela Čermanová / Martin Hanulák       | Slovaquie   | 97.21  | 19              | 36.76           | 19              | 60.45           |
| Abandon                                 | Ekaterina Sokolova / Fedor Sokolov        | Israël      |        | 20              | 36.60           |                 |                 |
| Couple éliminé après le programme court |                                           |             |        |                 |                 |                 |                 |
| 21                                      | Nina Ivanova / Filip Zalevski             | Bulgarie    |        | 21              | 32.44           | NC              | NC              |

### Danse sur glace

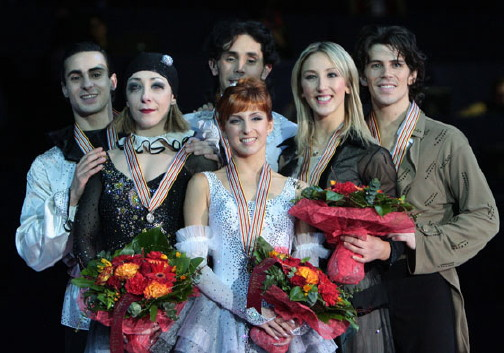
Podium de la danse sur glace

| Rang                                               | Nom                                    | Nation      | Points | Danse imposée | Danse imposée | Danse originale | Danse originale | Danse libre | Danse libre |
| -------------------------------------------------- | -------------------------------------- | ----------- | ------ | ------------- | ------------- | --------------- | --------------- | ----------- | ----------- |
| 1                                                  | Jana Khokhlova / Sergey Novitski       | Russie      | 196.91 | 1             | 37.43         | 1               | 62.17           | 1           | 97.31       |
| 2                                                  | Federica Faiella / Massimo Scali       | Italie      | 186.17 | 2             | 36.03         | 2               | 59.03           | 4           | 91.11       |
| 3                                                  | Sinead Kerr / John Kerr                | Royaume-Uni | 185.20 | 3             | 34.89         | 3               | 57.71           | 3           | 92.60       |
| 4                                                  | Nathalie Péchalat / Fabian Bourzat     | France      | 184.84 | 4             | 34.38         | 4               | 57.56           | 2           | 92.90       |
| 5                                                  | Anna Cappellini / Luca Lanotte         | Italie      | 172.67 | 7             | 32.58         | 6               | 54.38           | 5           | 85.71       |
| 6                                                  | Pernelle Carron / Matthieu Jost        | France      | 168.03 | 6             | 33.21         | 5               | 56.18           | 7           | 78.64       |
| 7                                                  | Anna Zadorozhniuk / Sergei Verbillo    | Ukraine     | 160.62 | 9             | 30.45         | 9               | 50.07           | 6           | 80.10       |
| 8                                                  | Ekaterina Rubleva / Ivan Shefer        | Russie      | 156.43 | 12            | 29.04         | 10              | 49.97           | 9           | 77.42       |
| 9                                                  | Kristin Fraser / Igor Lukanin          | Azerbaïdjan | 156.00 | 11            | 29.94         | 11              | 49.65           | 10          | 76.41       |
| 10                                                 | Katherine Copely / Deividas Stagniūnas | Lituanie    | 155.57 | 15            | 27.24         | 8               | 50.17           | 8           | 78.16       |
| 11                                                 | Alexandra Zaretski / Roman Zaretski    | Israël      | 155.56 | 10            | 30.16         | 7               | 51.65           | 11          | 73.75       |
| 12                                                 | Carolina Hermann / Daniel Hermann      | Allemagne   | 146.00 | 14            | 28.40         | 15              | 45.75           | 12          | 71.85       |
| 13                                                 | Alla Beknazarova / Vladimir Zuev       | Ukraine     | 145.01 | 13            | 28.77         | 13              | 46.08           | 13          | 70.16       |
| 14                                                 | Caitlin Mallory / Kristian Rand        | Estonie     | 139.03 | 19            | 24.22         | 16              | 45.70           | 14          | 69.11       |
| 15                                                 | Barbora Silná / Dmitri Matsjuk         | Autriche    | 138.46 | 17            | 26.10         | 14              | 46.02           | 19          | 66.34       |
| 16                                                 | Isabella Pajardi / Stefano Caruso      | Italie      | 138.10 | 18            | 24.52         | 17              | 45.48           | 15          | 68.10       |
| 17                                                 | Kamila Hájková / David Vincour         | Tchéquie    | 137.87 | 16            | 26.66         | 19              | 44.00           | 16          | 67.21       |
| 18                                                 | Christina Chitwood / Mark Hanretty     | Royaume-Uni | 134.98 | 20            | 23.75         | 18              | 44.56           | 17          | 66.67       |
| 19                                                 | Terra Findlay / Benoît Richaud         | France      | 131.23 | 21            | 23.56         | 20              | 43.37           | 20          | 64.30       |
| 20                                                 | Joanna Budner / Jan Mościcki           | Pologne     | 128.73 | 22            | 22.99         | 22              | 39.18           | 18          | 66.56       |
| 21                                                 | Leonie Krail / Oscar Peter             | Suisse      | 122.19 | 23            | 22.88         | 23              | 37.90           | 21          | 61.41       |
| 22                                                 | Oksana Klimova / Sasha Palomäki        | Finlande    | 120.61 | 24            | 21.43         | 21              | 39.29           | 22          | 59.89       |
| 23                                                 | Ksenia Shmirina / Egor Maistrov        | Biélorussie | 110.85 | 25            | 20.91         | 24              | 34.38           | 23          | 55.56       |
| Abandon                                            | Nóra Hoffmann / Maxim Zavozin          | Hongrie     | 77.96  | 8             | 31.13         | 12              | 46.83           |             |             |
| Couples de danse éliminés après la danse originale |                                        |             |        |               |               |                 |                 |             |             |
| 25                                                 | Ina Demireva / Juri Kurakin            | Bulgarie    | 48.46  | 26            | 17.15         | 25              | 31.31           | NC          | NC          |
| 26                                                 | Christa Goulakos / Bradley Yaeger      | Grèce       | 45.28  | 27            | 15.83         | 26              | 29.45           | NC          | NC          |
| 27                                                 | Nadine Ahmed / Bruce Porter            | Azerbaïdjan | 42.08  | 28            | 15.10         | 27              | 26.98           | NC          | NC          |
| Abandon                                            | Oksana Domnina / Maksim Chabaline      | Russie      |        | 5             | 33.53         |                 |                 | NC          | NC          |